# مقاطعة كلارك (فيرجينيا)
 مقاطعة كلارك  (بالإنجليزية:  Clarke County)‏ هي إحدى المقاطعات في ولاية فيرجينيا في الولايات المتحدة الأمريكية.

## أعلام
- ماري آنا كاستيس لي
- ريتشارد لوتشيان بيج
- ووكر بروك
- ويليام د. واشنطن
- إشام راندولف